# بخش بلانتایر
بخش بلانتایر (انگلیسی: Blantyre District) یکی از بخش‌های کشور مالاوی است.
این بخش ۲٬۰۱۲ کیلومتر مربع مساحت و ۸۰۹٬۳۹۷ نفر جمعیت دارد و مرکز آن شهر بلانتایر می‌باشد.